# Bryocrumia
Bryocrumia là một chi rêu trong họ Hypnaceae.